# Cacomantis pallidus
Il cuculo pallido (Cacomantis pallidus Latham, 1801), è un uccello della famiglia Cuculidae.

## Sistematica
Cacomantis pallidus non ha sottospecie, è monotipico. Talvolta viene inserito nel genere Cuculus.

## Distribuzione e habitat
Questo uccello vive in Australia, Indonesia, Papua Nuova Guinea e Timor Est. È di passo in Nuova Zelanda e su Christmas Island.